# Campo de concentración de Stutthof

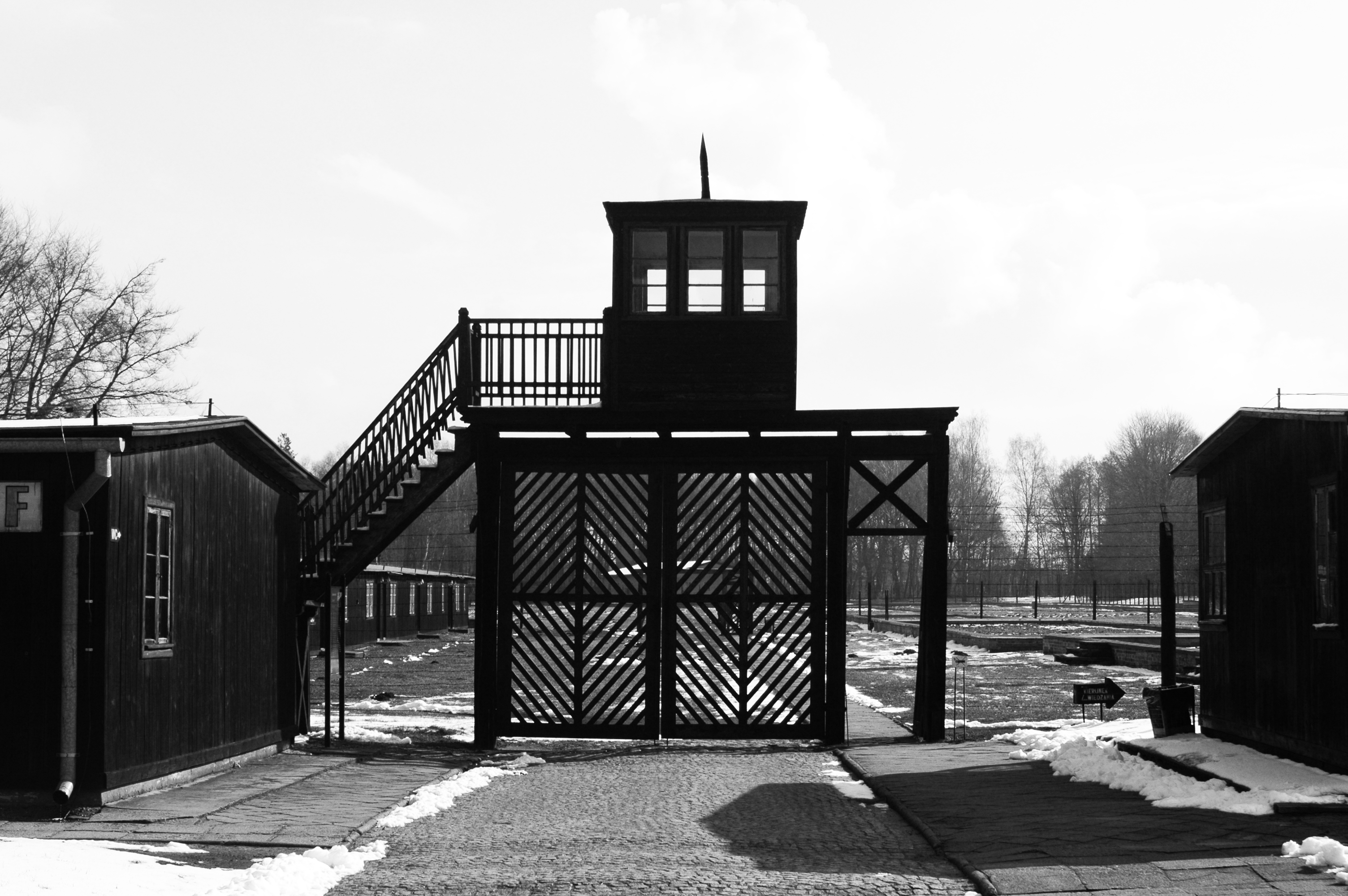
Campo de concentración de Stutthof en 2008.

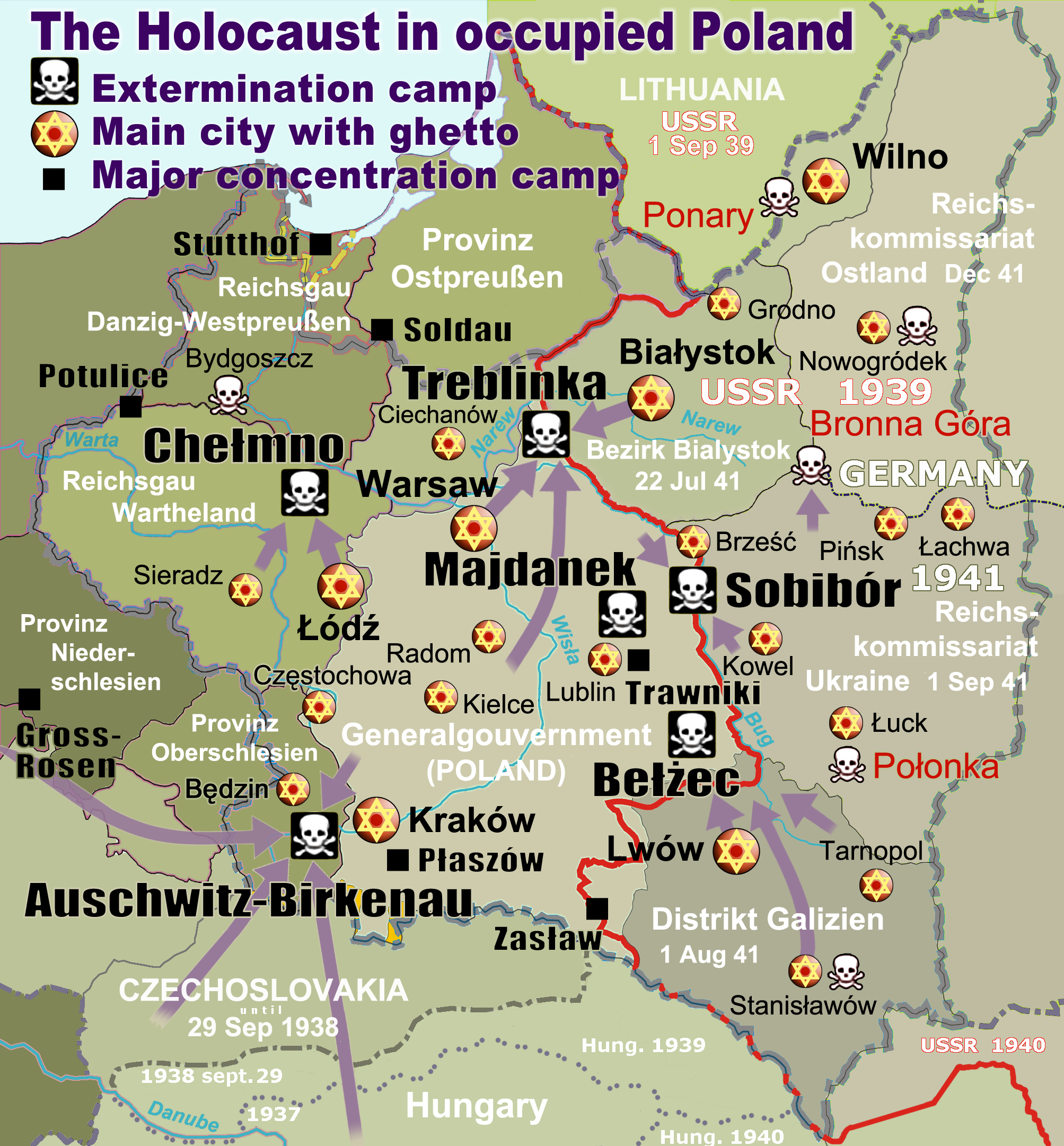
Campos de concentración nazis en la Polonia ocupada (marcados con cuadrados negros).

El campo de exterminio de Stutthof fue el primer campo de concentración nazi construido por el régimen nazi fuera de Alemania. Culminado el 2 de septiembre de 1939, estaba ubicado en una zona aislada, húmeda y boscosa al oeste del pequeño poblado de Sztutowo (del alemán: Stutthof). El pueblo está localizado en el antiguo territorio de la Ciudad libre de Dánzig, 34 km al este de Gdansk, Polonia. Stutthof fue el último campo liberado por los aliados el 9 de mayo de 1945. Más de 85 000 personas fallecieron en el campo de las 110 000 que fueron deportadas allí.

## Campo

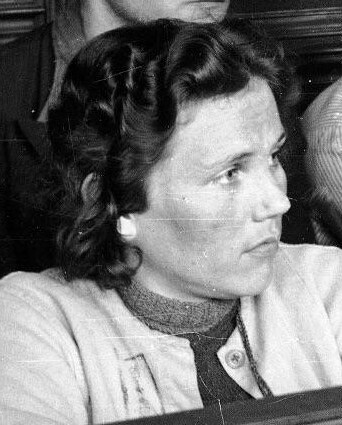
Guardia del campo de concentración, Elisabeth Becker.

Las autoridades nazis de la Ciudad libre de Dánzig recopilaron información sobre la intelligentsia judía y polaca conocida desde fecha tan temprana como 1936. Asimismo, estuvieron en busca de los lugares más idóneos para construir campos de concentración en la zona. Originalmente, Stutthof fue un campo de internamiento civil administrado por la policía de Dánzig. En noviembre de 1941, se convirtió en un campo de "educación laboral", administrado por la Servicio de Seguridad alemán. Finalmente, en enero de 1942, Stutthof se convirtió en un campo de concentración regular.
El campo original (conocido como el campo antiguo) fue rodeado por una alambrada de púas. Comprendía ocho barracas para los internos y una "Kommandantur" (comandancia) para los guardias de las SS, en un área total de 120 000 m². En 1943, el campo fue ampliado y se construyó uno nuevo junto al primero. También fue rodeado por una alambrada de púas electrificada y contenía 30 nuevas barracas. De esta manera, el área total del campo se incrementó a 1.2 km².
El personal del campo consistía de guardias de las SS y, después de 1943, de auxiliares ucranianos. En 1942, llegaron a Stutthof las primeras prisioneras y las primeras guardias alemanas, incluyendo a Hertha Bothe. Un total de más de 130 mujeres sirvieron en el complejo de campos de Stutthof. 34 guardias femeninas, incluyendo a Gerda Steinhoff, Rosy Suess, Elisabeth Becker, Ewa Paradies y Jenny-Wanda Barkmann, fueron más tarde acusadas de crímenes contra la humanidad durante su estancia en Stutthof. Desde junio de 1944, las SS en Stutthof comenzaron a reclutar mujeres de Dánzig y las ciudades circundantes para entrenarse como guardias de campo debido a la gran escasez de personal. En 1944, se creó un subcampo femenino de Stutthof denominado Bromberg-Ost (Konzentrationslager Bromberg-Ost) en la ciudad de Bydgoszcz.
En 1943, se añadió un crematorio y una cámara de gas para iniciar las ejecuciones en masa cuando Stutthof fue incluido en la "Solución Final" en junio de 1944. También se utilizaron vagones móviles con gas para complementar la capacidad máxima de la cámara de gas (150 personas por ejecución) cuando se consideraba necesario.